# سامسونج جالكسي فئة ايه
| 2014 | Samsung Galaxy Alpha    |
| 2015 | Samsung Galaxy A (2015) |
| 2016 | Samsung Galaxy A (2016) |
| 2017 | Samsung Galaxy A (2017) |
| 2018 | Samsung Galaxy A (2018) |
| 2019 | Samsung Galaxy A x0     |
| 2020 | Samsung Galaxy A x1     |
| 2021 | Samsung Galaxy A x2     |
| 2022 | Samsung Galaxy A x3     |

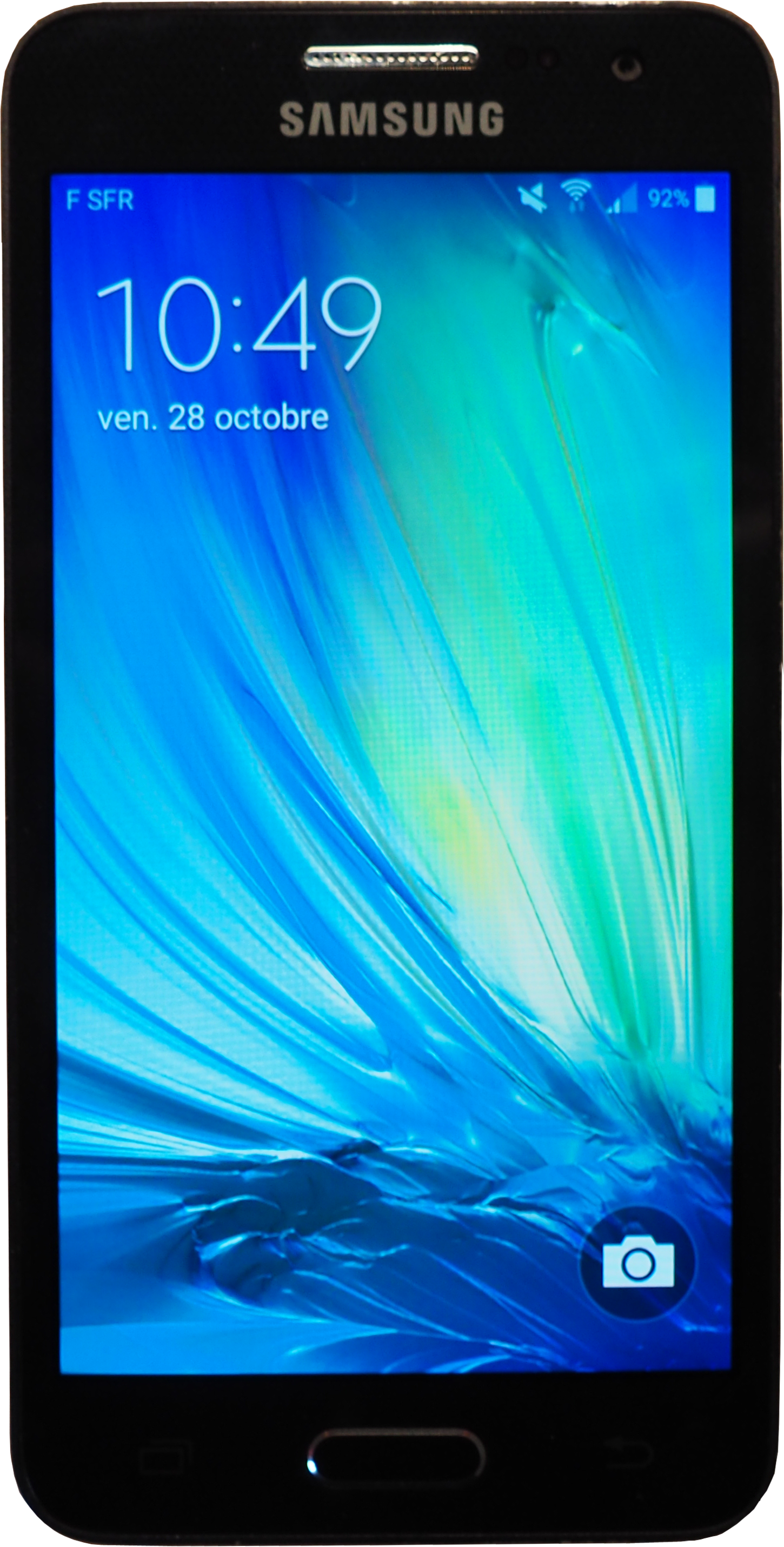
سامسونج جالكسي فئة ايه A3

سامسونج جالكسي فئة ايه هي عبارة عن خط من الهواتف الذكية والأجهزة اللوحية رائدة الصناعات Samsung Electronics كجزء من خط Galaxy الخاص بهم. كان الطراز الأول في السلسلة هو الجيل الأول من Galaxy Alpha ، والذي تم إصداره في 31 أكتوبر 2014.
أعلنت شركة Samsung أنها تأمل في بيع ما يصل إلى 20 مليون هاتف ذكي من سلسلة جالكسي ايه، تستهدف المستهلكين في أوروبا وإفريقيا وآسيا والشرق الأوسط وأمريكا اللاتينية.
منذ عام 2020 ، تتوفر معظم طرازات سلسلة Galaxy A في معظم البلدان. في معظم البلدان أيضًا.

## الهواتف

### 2014–15 (الجيل الأول)
| نموذج                 | عرض                                       | أبعاد                                            | وزن               | يوم الاصدار | نظام التشغيل الأصلي                   | نظام التشغيل الحالي                        | الكاميرا الخلفية | كاميرا أمامية | المعالج                                                                        | الرامات " الذاكرة العشوائية في الهواتف والحواسيب " | تخزين        | بطارية          | آخر                                 |
| --------------------- | ----------------------------------------- | ------------------------------------------------ | ----------------- | ----------- | ------------------------------------- | ------------------------------------------ | ---------------- | ------------- | ------------------------------------------------------------------------------ | -------------------------------------------------- | ------------ | --------------- | ----------------------------------- |
| سامسونج جالكسي ألفا   | 4.7 بوصة سوبر أموليد (720 × 1280 بكسل)    | 132.4 × 65.5 × 6.7 ملم (5.21 × 2.58 × 0.26 بوصة) | 115 جرام أوقية)   | سبتمبر 2014 | Android 4.4.4 (KitKat) / TouchWiz 3.0 | Android 5.0.2 (Lollipop) / TouchWiz 5.0    | 12 ميجابيكسل     | 2.1 ميغا بكسل | Samsung Exynos 5430 Octa                                                       | 2 جيجا بايت                                        | 32 جيجا بايت | 1860 مللي أمبير | بصمة (أمامية)                       |
| سامسونج جالكسي A3     | 4.5 بوصات سوبر أموليد (540 × 960 بكسل)    | 130.1 × 65.5 × 6.9 مم (5.12 × 2.58 × 0.27 بوصة)  | 110.3 جرام أوقية) | ديسمبر 2014 | Android 4.4.4 (KitKat) / TouchWiz 3.5 | Android 6.0.1 (Marshmallow) / TouchWiz 6.0 | 8 ميجابكسل       | 5 ميغا بكسل   | Qualcomm Snapdragon 410                                                        | 1 جيجا بايت / 1.5 جيجا بايت                        | 16 غيغا بايت | 1900 مللي أمبير | شريحة مزدوجة مفردة أو هجينة         |
| سامسونج جالكسي A5     | 5.0 بوصات Super AMOLED (720 × 1280 بكسل)  | 139.3 × 69.7 × 6.7 مم (5.48 × 2.74 × 0.26 بوصة)  | 123 جرام أوقية)   | ديسمبر 2014 | Android 4.4.4 (KitKat) / TouchWiz 3.5 | Android 6.0.1 (Marshmallow) / TouchWiz 6.0 | 13 ميغا بكسل     | 5 ميغا بكسل   | Qualcomm Snapdragon 410                                                        | 2 جيجا بايت                                        | 16 غيغا بايت | 2300 مللي أمبير | شريحة مزدوجة مفردة أو هجينة         |
| سامسونج جالاكسي ايه 7 | 5.5 بوصة سوبر أموليد (1080 × 1920 بكسل)   | 151 × 76.2 × 6.3 مم (5.94 × 3.00 × 0.25 بوصة)    | 141 جرام أوقية)   | فبراير 2015 | Android 4.4.4 (KitKat) / TouchWiz 3.5 | Android 6.0.1 (Marshmallow) / TouchWiz 6.0 | 13 ميغا بكسل     | 5 ميغا بكسل   | Qualcomm Snapdragon 615 (ماليزيا وباكستان) / Samsung Exynos 5430 Octa (عالميًا) | 2 جيجا بايت                                        | 16 غيغا بايت | 2600 مللي أمبير | شريحة مزدوجة مفردة أو هجينة         |
| سامسونج جالاكسي ايه 8 | 5.7 بوصات Super AMOLED (1080 × 1920 بكسل) | 158 × 76.8 × 5.9 مم (6.22 × 3.02 × 0.23 بوصة)    | 151 جرام أوقية)   | أغسطس 2015  | Android 5.1 (Lollipop) / TouchWiz 5.0 | أندرويد 7.0 (Nougat) / TouchWiz 6.0        | 16 ميغا بكسل     | 5 ميغا بكسل   | Qualcomm Snapdragon 615 (آسيا) / Samsung Exynos 5430 Octa (عالميًا)             | 2 جيجا بايت                                        | 32 جيجا بايت | 3050 مللي أمبير | بصمة (أمامية) ؛ فقط Hybrid Dual Sim |

### 2016 (الجيل الثاني)
| نموذج                    | عرض                                       | أبعاد                                            | وزن             | يوم الاصدار | نظام التشغيل الأصلي                             | نظام التشغيل الحالي       | الكاميرا الخلفية | كاميرا أمامية | المعالج                                                                                         | الرامات " الذاكرة العشوائية في الهواتف والحواسيب | تخزين        | بطارية          | آخر                                                     |
| ------------------------ | ----------------------------------------- | ------------------------------------------------ | --------------- | ----------- | ----------------------------------------------- | ------------------------- | ---------------- | ------------- | ----------------------------------------------------------------------------------------------- | ------------------------------------------------ | ------------ | --------------- | ------------------------------------------------------- |
| Samsung Galaxy A3 (2016) | 4.7 "Super AMOLED (720 × 1280 بكسل)       | 134.5 × 65.2 × 7.3 مم (5.30 × 2.57 × 0.29 بوصة)  | 132 جرام أوقية) | ديسمبر 2015 | اندرويد 5.1.1 (لولي بوب)                        | أندرويد 7.0 (نوجا)        | 13 ميغا بكسل     | 5 ميغا بكسل   | Samsung Exynos 7578 (عالمي) / Qualcomm Snapdragon 410 (معظمه من أوروبا والشرق الأوسط وإفريقيا ) | 1.5 جيجا بايت                                    | 16 غيغا بايت | 2300 مللي أمبير | IP68 مقاومة الغبار / الماء                              |
| سامسونج جالكسي A5 (2016) | 5.2 بوصة سوبر أموليد (1080 × 1920 بكسل)   | 144.8 × 71 × 7.3 مم (5.70 × 2.80 × 0.29 بوصة)    | 155 جرام أوقية) | ديسمبر 2015 | اندرويد 5.1.1 (لولي بوب)                        | أندرويد 7.0 (نوجا)        | 13 ميغا بكسل     | 5 ميغا بكسل   | Samsung Exynos 7580 (عالمي) Octa / Qualcomm Snapdragon 615 (الصين)                              | 2 جيجا بايت                                      | 16 غيغا بايت | 2900 مللي أمبير | 18W شحن سريع بصمة (أمامية) ؛ IP68 مقاومة الغبار / الماء |
| Samsung Galaxy A7 (2016) | 5.5 بوصة سوبر أموليد (1080 × 1920 بكسل)   | 151.5 × 74.1 × 7.3 مم (5.96 × 2.92 × 0.29 بوصة)  | 172 جرام أوقية) | ديسمبر 2015 | اندرويد 5.1.1 (لولي بوب)                        | أندرويد 7.0 (نوجا)        | 13 ميغا بكسل     | 5 ميغا بكسل   | Samsung Exynos 7580 (عالمي) Octa / Qualcomm Snapdragon 615 (الصين)                              | 3 جيجا بايت                                      | 16 غيغا بايت | 3300 مللي أمبير | 18W شحن سريع بصمة (أمامية) ؛ IP68 مقاومة الغبار / الماء |
| سامسونج جالاكسي ايه 9    | 6.0 بوصات Super AMOLED (1080 × 1920 بكسل) | 161.7 × 80.9 × 7.4 مم (6.37 × 3.19 × 0.29 بوصة)  | 200 جرام أوقية) | يناير 2016  | اندرويد 5.1.1 (لولي بوب)                        | أندرويد 6.0.1 (مارشميلو)  | 13 ميغا بكسل     | 8 ميجابكسل    | Qualcomm Snapdragon 652                                                                         | 3 جيجا بايت                                      | 32 جيجا بايت | 4000 مللي أمبير | 18W شحن سريع بصمة (أمامية)                              |
| Samsung Galaxy A9 Pro    | 6.0 بوصات Super AMOLED (1080 × 1920 بكسل) | 161.7 × 80.9 × 7.9 ملم (6.37 × 3.19 × 0.31 بوصة) | 210 جرام أوقية) | مايو 2016   | Android 6.0.1 (Marshmallow) / TouchWiz Grace UX | أندرويد إصدار 8.0 (أوريو) | 16 ميغا بكسل     | 8 ميجابكسل    | Qualcomm Snapdragon 652                                                                         | 4 غيغابايت                                       | 32 جيجا بايت | 5000 مللي أمبير | 18W شحن سريع بصمة (أمامية)                              |
| Samsung Galaxy A8 (2016) | 5.7 بوصات Super AMOLED (1080 × 1920 بكسل) | 156.6 × 76.8 × 7.2 مم (6.17 × 3.02 × 0.28 بوصة)  | 182 جرام أوقية) | أكتوبر 2016 | Android 6.0.1 (Marshmallow) / TouchWiz Grace UX | أندرويد إصدار 8.0 (أوريو) | 16 ميغا بكسل     | 8 ميجابكسل    | Samsung Exynos 7420 Octa                                                                        | 3 جيجابايت                                       | 32 جيجا بايت | 3300 مللي أمبير | 18W شحن سريع بصمة (أمامية)                              |

### 2017 (الجيل الثالث)
| نموذج                    | عرض                                       | أبعاد                                            | وزن                   | يوم الاصدار | نظام التشغيل الأصلي                          | نظام التشغيل الحالي                     | الكاميرا الخلفية | كاميرا أمامية | المعالج                  | الرامات " الذاكرة العشوائية في الهواتف والحواسيب " | تخزين                       | بطارية          | آخر                               |
| ------------------------ | ----------------------------------------- | ------------------------------------------------ | --------------------- | ----------- | -------------------------------------------- | --------------------------------------- | ---------------- | ------------- | ------------------------ | -------------------------------------------------- | --------------------------- | --------------- | --------------------------------- |
| Samsung Galaxy A3 (2017) | 4.7 بوصة سوبر أموليد (720 × 1280 بكسل)    | 135.4 × 66.2 × 7.9 ملم (5.33 × 2.61 × 0.31 بوصة) | 138 جرام (4.87 أوقية) | يناير 2017  | أندرويد 6.0.1 (مارشميلو) ؛ تجربة سامسونج 8.1 | أندرويد 8.0 (أوريو) ؛ تجربة سامسونج 9.0 | 13 ميغا بكسل     | 8 ميجابكسل    | Samsung Exynos 7870 Octa | 2 جيجا بايت                                        | 16 غيغا بايت                | 2350 مللي أمبير | بصمة (أمامية) ؛ IP68              |
| سامسونج جالكسي A5 (2017) | 5.2 بوصة سوبر أموليد (1080 × 1920 بكسل)   | 146.1 × 71.4 × 7.9 ملم (5.75 × 2.81 × 0.31 بوصة) | 157 جرام (5.54 أوقية) | يناير 2017  | أندرويد 6.0.1 (مارشميلو) ؛ تجربة سامسونج 8.1 | أندرويد 8.0 (أوريو) ؛ تجربة سامسونج 9.0 | 16 ميغا بكسل     | 16 ميغا بكسل  | Samsung Exynos 7880      | 3 جيجا بايت                                        | 32 جيجا بايت / 64 جيجا بايت | 3000 مللي أمبير | 18W شحن سريع بصمة (أمامية) ؛ IP68 |
| Samsung Galaxy A7 (2017) | 5.7 بوصات Super AMOLED (1080 × 1920 بكسل) | 156.8 × 77.6 × 7.9 ملم (6.17 × 3.06 × 0.31 بوصة) | 186 جرام (6.56 أوقية) | يناير 2017  | أندرويد 6.0.1 (مارشميلو) ؛ تجربة سامسونج 8.1 | أندرويد 8.0 (أوريو) ؛ تجربة سامسونج 9.0 | 16 ميغا بكسل     | 16 ميغا بكسل  | Samsung Exynos 7880      | 3 جيجا بايت                                        | 32 جيجا بايت                | 3600 مللي أمبير | 18W شحن سريع بصمة (أمامية) ؛ IP68 |

### 2018 (الجيل الرابع)
Samsung Galaxy A8 (2018) (يُباع في اليابان باسم Galaxy Feel2) 
- 5.6 "FHD + Super AMOLED Infinity Display (2220 × 1،080 بكسل) ( دولي ) أو 5.6 بوصة عالية الدقة + شاشة سوبر أموليد اللامتناهية (1480 × 720 بكسل) ( اليابان )
- Android 7.1.1 (Nougat) (الحالي: Android 9.0 Pie)
- سامسونج Exynos 7885 Octa
- 32 جيجا بايت روم / 4 جيجا بايت رام
- كاميرا خلفية بدقة 16 ميجا بيكسل
- 16 ميجابيكسل أساسية ، 8 ميجابيكسل مستشعر عمق (دولي) أو 16 ميجابيكسل أساسية (يابانية) كاميرا (كاميرات) أمامية
- بطارية 3000 مللي أمبير (غير قابلة للاستبدال)
- تسجيل فيديو بدقة ١٠٨٠ بكسل بمعدل ٣٠ إطار بالثانية
- ماسح بصمة الإصبع ، مقاومة IP68 ، دائمًا على الشاشة ، شحن سريع

سامسونج جلاكسي A8 + (2018)
- شاشة إنفينيتي سوبر أموليد 6.0 بوصة (2220 × 1،080 بكسل)
- Android 7.1.1 (Nougat) (الحالي: Android 9.0 Pie)
- سامسونج Exynos 7885 Octa
- 64 جيجا بايت روم / 6 جيجا بايت رام
- كاميرا خلفية بدقة 16 ميجا بيكسل
- تسجيل فيديو بدقة ١٠٨٠ بكسل بمعدل ٣٠ إطار بالثانية
- 16 ميجابيكسل أساسية ، 8 ميجابيكسل مستشعر عمق للكاميرات الأمامية
- بطارية 3500 مللي أمبير في الساعة (غير قابلة للاستبدال)
- ماسح بصمة الإصبع ، مقاومة IP68 ، دائم العرض ، شحن سريع

سامسونج جالاكسي ايه 6
- شاشة 5.6 بوصة عالية الدقة + سوبر أموليد إنفينيتي (720 × 1480 بكسل)
- Android 8.0 (Oreo) (الحالي: Android 10)
- Samsung Exynos 7870 Octa
- 32 أو 64 جيجا بايت ROM / 3 أو 4 جيجا بايت رام
- كاميرا خلفية بدقة 16 ميجا بيكسل
- تسجيل فيديو بدقة ١٠٨٠ بكسل بمعدل ٣٠ إطار بالثانية
- كاميرا أمامية 16 ميجا بيكسل
- بطارية 3000 مللي أمبير (غير قابلة للاستبدال)
- ماسح بصمة الأصبع

هاتف Samsung Galaxy A6 +
- شاشة إنفينيتي سوبر أموليد 6.0 بوصة (2220 × 1،080 بكسل)
- Android 8.0 (Oreo) (الحالي: Android 10)
- Qualcomm Snapdragon 450
- 32 أو 64 جيجا بايت ROM / 3 أو 4 جيجا بايت رام
- 16 ميجابيكسل أساسية ، 5 ميجابيكسل مستشعر عمق للكاميرات الخلفية
- تسجيل فيديو بدقة ١٠٨٠ بكسل بمعدل ٣٠ إطار بالثانية
- كاميرا أمامية بدقة 24 ميجا بكسل
- بطارية 3500 مللي أمبير في الساعة (غير قابلة للاستبدال)
- ماسح بصمة الإصبع ، دائمًا على الشاشة

سامسونج جالكسي A8 ستار
- 6.3 بوصة FHD + Super AMOLED Infinity Display (2220 × 1،080 بكسل)
- Android 8.0 (Oreo) (الحالي: Android 10)
- Qualcomm Snapdragon 660
- 64 جيجا بايت روم / 4 جيجا بايت رام
- 24 ميجا بيكسل ، 16 ميجا بيكسل خلفية / 24 ميجا بيكسل كاميرا أمامية
- تسجيل فيديو بدقة ١٠٨٠ بكسل بمعدل ٣٠ إطار بالثانية
- بطارية بسعة 3700 مللي أمبير في الساعة (غير قابلة للاستبدال)
- ماسح بصمة الأصبع

سامسونج جالاكسي ايه 7 (2018)
- شاشة إنفينيتي سوبر أموليد 6.0 بوصة (2220 × 1،080 بكسل)
- Android 8.0 (Oreo) (الحالي: Android 10)
- سامسونج Exynos 7885 Octa
- 64 أو 128 جيجا بايت ROM / 4 أو 6 جيجا بايت رام
- 24 ميجابكسل أساسية ، 8 ميجابكسل فائقة الاتساع ، 5 ميجابكسل مستشعر عمق للكاميرات الخلفية
- تسجيل فيديو بدقة ١٠٨٠ بكسل بمعدل ٣٠ إطار بالثانية
- كاميرا أمامية بدقة 24 ميجا بكسل
- 3300 مللي أمبير (دولي) أو 3400 مللي أمبير (اليابان) [20] بطارية (غير قابلة للاستبدال)
- ماسح بصمة الإصبع ، دائم العرض ، Dolby Atmos

سامسونج جالاكسي ايه 9 (2018)
- 6.3 بوصة FHD + Super AMOLED Infinity Display (2220 × 1،080 بكسل)
- Android 8.0 (Oreo) (الحالي: Android 10)
- Qualcomm Snapdragon 660
- 128 جيجا بايت ROM / 6 أو 8 جيجا بايت رام
- 24 ميجابيكسل أساسية ، 10 ميجابيكسل تليفوتوغرافي ، 8 ميجابيكسل فائقة الاتساع ، 5 ميجابيكسل مستشعر عمق للكاميرات الخلفية
- تسجيل فيديو بدقة ١٠٨٠ بكسل بمعدل ٣٠ إطار بالثانية
- كاميرا أمامية بدقة 24 ميجا بكسل
- بطارية بسعة 3800 مللي أمبير في الساعة (غير قابلة للإزالة)
- ماسح بصمة الإصبع ، دائم العرض ، Dolby Atmos ، شحن سريع

Samsung Galaxy A6s
- 6.0 بوصات Super AMOLED (2160 × 1،080 بكسل)
- Android 8.0 (Oreo) (الحالي: Android 10)
- Qualcomm Snapdragon 660
- 64 جيجا بايت روم / 6 جيجا بايت رام
- 12 ميجا بيكسل ، 2 ميجا بيكسل كاميرات خلفية
- تسجيل فيديو بدقة ١٠٨٠ بكسل بمعدل ٣٠ إطار بالثانية
- كاميرا أمامية 12 ميجا بيكسل
- بطارية 3300 مللي أمبير (غير قابلة للاستبدال)
- ماسح بصمة الأصبع

هاتف Samsung Galaxy A8s
Samsung Galaxy A8s هو أول هاتف به ثقب في الشاشة أو ما تسميه Samsung "Infinity-O Display".
- 6.4 بوصة FHD + IPS LCD (2340 × 1،080 بكسل)
- Android 8.1 (Oreo) (الحالي: Android 10)
- Qualcomm Snapdragon 710
- 64 جيجا بايت روم / 6 جيجا بايت رام
- 24 ميجا بكسل ، 10 ميجا بكسل ، 5 ميجا بكسل كاميرات خلفية
- 2160 بكسل بمعدل 30 إطارًا في الثانية لتسجيل الفيديو
- كاميرا أمامية بدقة 24 ميجا بكسل
- بطارية بسعة 3،400 مللي أمبير في الساعة (غير قابلة للاستبدال)
- ماسح بصمة الأصبع

### 2022 (الجيل الثامن)
| الموديل                    | العرض                                                                 | أبعاد                                          | وزن                   | النظام الاصلي               | النظام الحالي              | الكاميرا الخلفية                                                                   | كاميرا أمامية | رام                              | التخزين                              | المعالج                               | اخرى            | بطارية                                |
| -------------------------- | --------------------------------------------------------------------- | ---------------------------------------------- | --------------------- | --------------------------- | -------------------------- | ---------------------------------------------------------------------------------- | ------------- | -------------------------------- | ------------------------------------ | ------------------------------------- | --------------- | ------------------------------------- |
| Galaxy A03 Core            | 6.5" HD+ PLS IPS Infinity-V Display (720 x 1600 pixels)               | 164.2 x 75.9 x 9.1 mm (6.46 x 2.99 x 0.36 in)  | 211 جرام (7.44 أوقية) | أندرويد 11 أندرويد جو       | أندرويد 11 أندرويد جو      | 8 ميجابيكسل (واسعة)                                                                | 5 ميجابيكسل   | 2 غيغابايت                       | 32 غيغابايت                          | Unisoc SC9863A                        |                 | 5000 مللي أمبير (غير قابلة للاستبدال) |
| سامسونج جالاكسي A03 كور ‏   | 6.5" HD+ PLS IPS Infinity-V Display (720 x 1600 pixels)               | 164.2 x 75.9 x 9.1 mm (6.46 x 2.99 x 0.36 in)  | 196 جرام (6.91 أوقية) | أندرويد 11؛ One UI Core 3.1 | أندرويد 12 One UI Core 4.1 | 48 ميجابيكسل (واسعة) 2 ميجابيكسل (العمق)                                           | 5 ميجابيكسل   | 3 غيغابايت 4 غيغابايت            | 32 غيغابايت 64 غيغابايت 128 غيغابايت | Unisoc T606                           |                 | 5000 مللي أمبير (غير قابلة للاستبدال) |
| Galaxy A03s                | 6.5" HD+ PLS IPS Infinity-V Display (720 x 1600 pixels)               | 164.2 x 75.9 x 9.1 mm (6.46 x 2.99 x 0.36 in)  | 196 جرام (6.91 أوقية) | أندرويد 11؛ One UI Core 3.1 | أندرويد 12؛ One UI 4.1     | 13 ميجابيكسل (واسعة) 2 ميجابيكسل (ماكرو) 2 ميجابيكسل (العمق)                       | 5 ميجابيكسل   | 2 غيغابايت 3 غيغابايت 4 غيغابايت | 32 غيغابايت 64 غيغابايت              | MediaTek Helio P35                    | 15 واط شحن سريع | 5000 مللي أمبير (غير قابلة للاستبدال) |
| Galaxy A13 ‏ (LTE)          | 6.6" FHD+ TFT LCD Infinity-V Display (1080 x 2408 pixels)             | 165.1 x 76.4 x 8.8 mm (6.5 x 3.01 x 0.35 in)   | 195 جرام (6.88 oz)    | أندرويد 12؛ One UI 4.1      | أندرويد 12؛ One UI 4.1     | 50 ميجابيكسل (واسعة) 5 ميجابيكسل (فائقة) 2 ميجابيكسل (ماكرو) 2 ميجابيكسل (العمق)   | 8 ميجابيكسل   | 3 غيغابايت 4 غيغابايت 6 غيغابايت | 32 غيغابايت 64 غيغابايت 128 غيغابايت | Samsung Exynos 850 MediaTek Helio G80 | 25 واط شحن سريع | 5000 مللي أمبير (غير قابلة للاستبدال) |
| Galaxy A13 5G ‏             | 6.5" HD+ 90 Hz PLS IPS Infinity-V Display (720 x 1600 pixels)         | 164.5 x 76.5 x 8.8 mm (6.48 x 3.01 x 0.35 in)  | 195 جرام (6.88 oz)    | أندرويد 11؛ One UI Core 3.1 | أندرويد 12؛ One UI 4.1     | 50 ميجابيكسل (واسعة) 2 ميجابيكسل (ماكرو) 2 ميجابيكسل (العمق)                       | 5 ميجابيكسل   | 4 غيغابايت 6 غيغابايت            | 64 غيغابايت 128 غيغابايت             | MediaTek Dimensity 700                | 15 واط شحن سريع | 5000 مللي أمبير (غير قابلة للاستبدال) |
| سامسونج جالكسي أي 23 (LTE) | 6.6" FHD+ TFT LCD Infinity-V Display (1080 x 2408 pixels)             | 165.4 x 76.9 x 8.44 mm (6.51 x 3.03 x 0.33 in) | 195 جرام (6.88 oz)    | أندرويد 12؛ One UI 4.1      | أندرويد 12؛ One UI 4.1     | 50 ميجابيكسل (واسعة) 5 ميجابيكسل (فائقة) 2 ميجابيكسل (ماكرو) 2 ميجابيكسل (العمق)   | 8 ميجابيكسل   | 4 غيغابايت 6 غيغابايت 8 غيغابايت | 64 غيغابايت 128 غيغابايت             | Qualcomm Snapdragon 680               | 25 واط شحن سريع | 5000 مللي أمبير (غير قابلة للاستبدال) |
| Galaxy A23 5G              | 6.6" FHD+ TFT LCD Infinity-V Display (1080 x 2400 pixels)             | 165.4 x 76.9 x 8.4 mm (6.51 x 3.03 x 0.33 in)  | 197 جرام              | أندرويد 12؛ One UI 4.1      | أندرويد 12؛ One UI 4.1     | 50 ميجابيكسل (واسعة) 5 ميجابيكسل (فائقة) 2 ميجابيكسل (ماكرو) 2 ميجابيكسل (العمق)   | 8 ميجابيكسل   | 4 غيغابايت 6 غيغابايت 8 غيغابايت | 64 غيغابايت 128 غيغابايت             | Qualcomm Snapdragon 695               | 25 واط شحن سريع | 5000 مللي أمبير (غير قابلة للاستبدال) |
| Galaxy A33 5G ‏             | 6.4" FHD+ 90 Hz Super AMOLED Infinity-U Display (1080 x 2400 pixels)  | 159.7 x 74 x 8.1 mm (6.29 x 2.91 x 0.32 in)    | 186 جرام (6.56 oz)    | أندرويد 12؛ One UI 4.1      | أندرويد 12؛ One UI 4.1     | 48 ميجابيكسل (واسعة) 8 ميجابيكسل (فائقة) 5 ميجابيكسل (ماكرو) 2 ميجابيكسل (العمق)   | 13 ميجابيكسل  | 6 غيغابايت 8 غيغابايت            | 128 غيغابايت 256 غيغابايت            | Exynos 1280                           | 25 واط شحن سريع | 5000 مللي أمبير (غير قابلة للاستبدال) |
| Galaxy A53 5G              | 6.5" FHD+ 120 Hz Super AMOLED Infinity-O Display (1080 x 2400 pixels) | 159.6 x 74.8 x 8.1 mm                          | 189 جرام (6.38 oz)    | أندرويد 12؛ One UI 4.1      | أندرويد 12؛ One UI 4.1     | 64 ميجابيكسل (واسعة) 12 ميجابيكسل (فائقة) 5 ميجابيكسل (ماكرو) 5 ميجابيكسل (العمق)  | 32 ميجابيكسل  | 6 غيغابايت 8 غيغابايت            | 128 غيغابايت 256 غيغابايت            | Exynos 1280                           | 25 واط شحن سريع | 5000 مللي أمبير (غير قابلة للاستبدال) |
| سامسونج A73 5G             | 6.7" FHD+ 120 Hz Super AMOLED Infinity-O Display (1080 x 2400 pixels) | 163.7 x 76.1 x 7.6 mm                          | 181 جرام (6.38 oz)    | أندرويد 12؛ One UI 4.1      | أندرويد 12؛ One UI 4.1     | 108 ميجابيكسل (واسعة) 12 ميجابيكسل (فائقة) 5 ميجابيكسل (ماكرو) 5 ميجابيكسل (العمق) | 32 ميجابيكسل  | 6 غيغابايت 8 غيغابايت            | 128 غيغابايت 256 غيغابايت            | Snapdragon 778G                       | 25 واط شحن سريع | 5000 مللي أمبير (غير قابلة للاستبدال) |

### 2023 (الجيل التاسع)
| نموذج        | عرض                                                                        | أبعاد                                                  | وزن                         | نظام التشغيل الأصلي                | نظام التشغيل الحالي                | الكاميرا الخلفية                                                   | كاميرا أمامية | الرامات " الذاكرة العشوائية في الهواتف والحواسيب " | تخزين                                               | المعالج        | آخر | بطارية          |
| ------------ | -------------------------------------------------------------------------- | ------------------------------------------------------ | --------------------------- | ---------------------------------- | ---------------------------------- | ------------------------------------------------------------------ | ------------- | -------------------------------------------------- | --------------------------------------------------- | -------------- | --- | --------------- |
| جالاكسي A04  | 6.5 بوصة HD + PLS IPS </br> شاشة Infinity-V (720 × 1600 بكسل)              | 164.4 × 76.3 × 9.1 ملم </br> (6.47 × 3.00 × 0.36 بوصة) | 192 جرام </br> (6.77 أوقية) | أندرويد 12 One UI Core 4.1.0 تحديث | أندرويد 12 One UI Core 4.1.0 تحديث | 50 ميجابكسل (واسع) </br> 2 ميجابكسل (عمق)                          | 5 ميغا بكسل   | 4 غيغابايت </br> 6 جيجا بايت </br> 8 جيجا          | 32 جيجا بايت </br> 64 جيجا بايت </br> 128 جيجا بايت | Unisoc SC9863A |     | 5000 مللي أمبير |
| جالاكسي A04s | 6.5 بوصة HD + PLS LCD </br> شاشة Infinity-V (720 × 1600 بكسل)</br> 90 هرتز | 164.7 × 76.7 × 9.1 ملم </br> (6.48 × 3.02 × 0.36 بوصة) | 195 جرام </br> (6.88 أوقية) | أندرويد 12 One UI Core 4.0         | أندرويد 12 One UI Core 4.0         | 50 ميجابكسل (واسع) </br> 2 ميجابكسل (ماكرو) </br> 2 ميجابكسل (عمق) | 5 ميغا بكسل   | 3 جيجا بايت </br> 4 غيغابايت                       | 32 جيجا بايت </br> 64 جيجا بايت </br> 128 جيجا بايت | Exynos 850     |     | 5000 مللي أمبير |